# Sum (China)
Ein Sum (mongolisch ᠰᠤᠮᠤ kyrillisch Сум), auf Chinesisch auch Sumu (chinesisch 蘇木 / 苏木, Pinyin sūmù) genannt, ist eine Verwaltungseinheit in der Volksrepublik China auf Gemeindeebene. Alle Sum liegen im Autonomen Gebiet Innere Mongolei.
Ende der 1990er und in den 2000er Jahren wurden immer mehr Sum in Gemeinden und Großgemeinden umgewandelt und 2010 gab es nur 96 Sum, allerdings stieg die Zahl bis 2021 wieder auf 153. Früher bestand ein Sum aus 150 Soldaten mit ihren Familien, heute hat er mehrere Tausend Einwohner.
Die Sum liegen in den überwiegend mongolisch besiedelten und von Viehzucht geprägten Gebieten der Inneren Mongolei und entsprechen dort den Gemeinden. So wie die Gemeinden stehen die Sum administrativ über dem Dorf bzw. Gaqaa und unter dem Kreis bzw. Banner.

## Nationalitäten-Sum
Ein Sonderfall ist der Nationalitäten-Sum (民族蘇木 / 民族苏木,  Mínzú Sūmù). Er entspricht der Nationalitätengemeinde (民族鄉 / 民族乡). Allerdings gibt es nur ein einziges Beispiel, den Ewenkischen Nationalitäten-Sum (鄂溫克民族蘇木 / 鄂温克民族苏木) im Alten Bargu-Banner der Stadt Hulun Buir, das damit die Zahl der Sum insgesamt auf 152 erhöht.